# Staborg
Staborg är en bebyggelse norr om Lygnern i Kungsbacka kommun, Hallands län. SCB klassar bebyggelsen från avgränsningen 2020 som en som en separat småort. Staborg gränsar till Lerbäck, Sundstorp Annabo och Stormhult.
I Staborg finns en mindre småbåtshamn med båtramp och ca 25 platser samt en badbrygga. Genom Staborg rinner Staborgssund som förbinder Lygnern med Sundsjön.
Under ett tiotal år arrangerades Sundstorpsfestivalen i Staborg. Vid stranden har Sundstorps Byalag byggt upp en scen vid badbryggan.